# Düssel

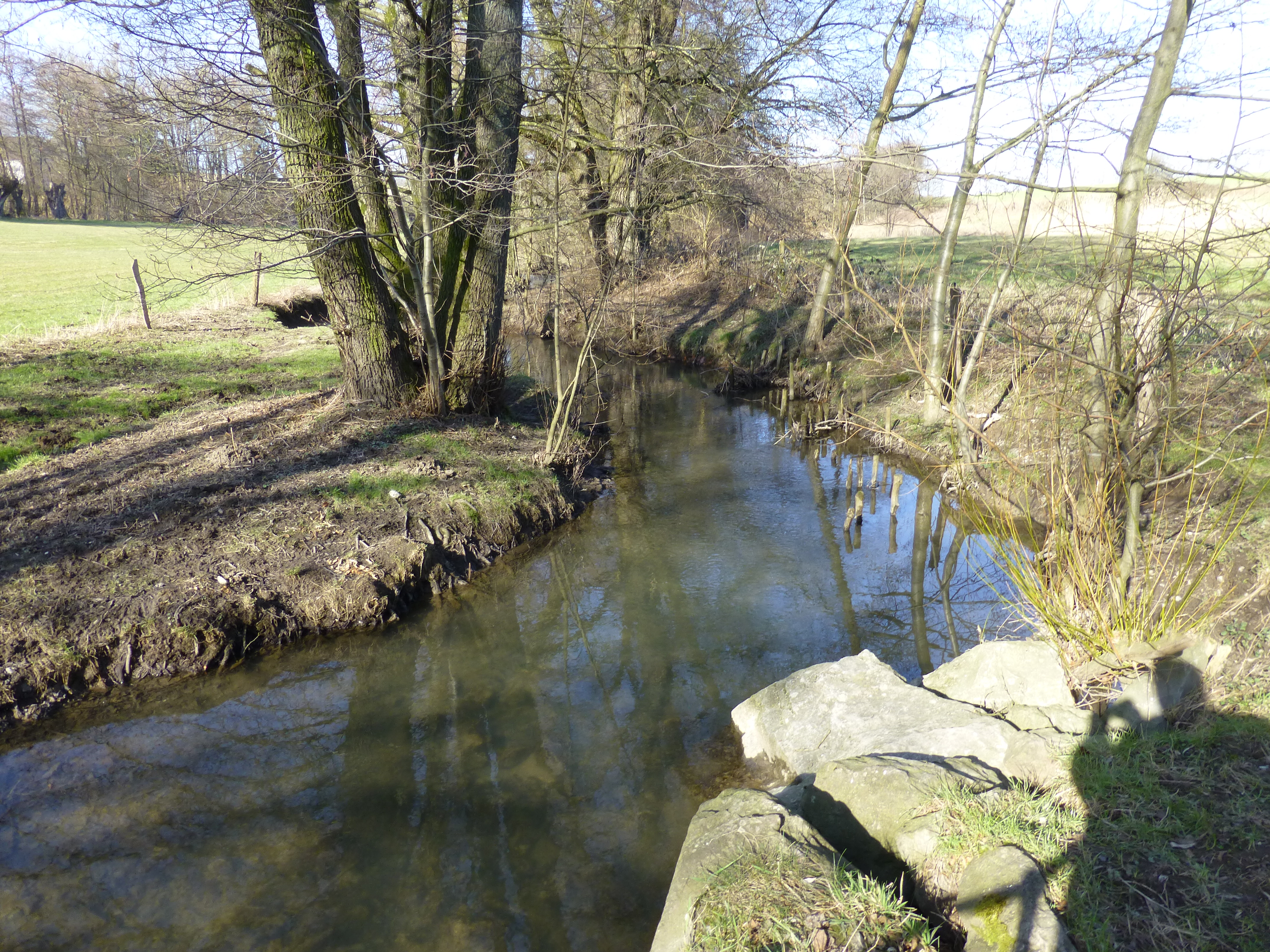
De Düssel in Wülfrath

De Düssel is een ongeveer 40 km lang zijriviertje van de Rijn. Het ontspringt tussen Wülfrath en Velbert en stroomt door het Neandertal naar Düsseldorf, waar het een rivierdelta vormt en in de Rijn uitmondt. De naam Düsseldorf stamt van het riviertje.

## Verloop
De Düssel ontspringt aan de grens van het stadsdeel Neviges van Velbert en stroomt dan in zuidwestelijke richting langs enkele plaatsjes in Wülfrath. In Gruiten komt ze samen met het riviertje de Kleine Düssel, waarna ze naar het westen afbuigt en via het Neandertal en de stad Erkrath de stadsgrens van Düsseldorf bereikt. In Düsseldorf splitst de rivier zich in vier armen, die voor een groot deel in ondergrondse kanalen verlopen en alle in de Rijn uitmonden.

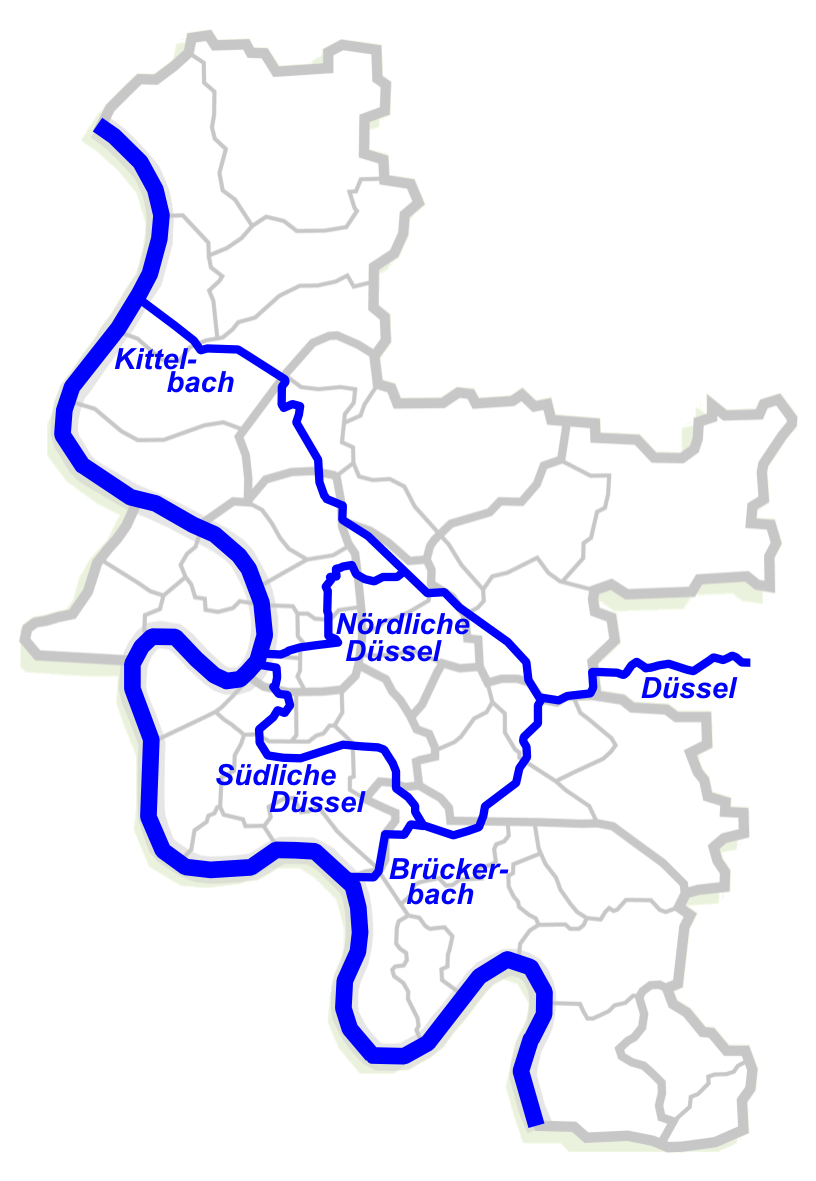
De delta van de Düssel alvorens uit te monden in de Rijn

- Gemeinsame Normdatei: 4013254-7
- Nationale Bibliotheek van Tsjechië: ge874469
- Virtual International Authority File: 234567142